# Бирштейн, Татьяна Максимовна
Татья́на Макси́мовна Бирште́йн (20 декабря 1928, Ленинград — 23 февраля 2022, Санкт-Петербург) — советский и российский физик, доктор физико-математических наук, известная своим вкладом в статистическую физику полимеров. Заслуженный деятель науки Российской Федерации (1998).

## Биография
Родилась в семье врачей — терапевта Макса (Мордуха) Мироновича Бирштейна (1885, Брест-Литовск — 1949, Ленинград), выпускника медицинского факультета Юрьевского университета (1913), и фтизиатра Марии Израилевны Бабиной (1897, Могилёв — 1987, Ленинград). Отец заведовал терапевтическим отделением в больнице им. Володарского, мать работала в противотуберкулёзном диспансере.
Окончила физический факультет ЛГУ в 1951 году и аспирантуру ЛГПИ им. Герцена (1954—1958, научный руководитель М. В. Волькенштейн), с 1991 года — профессор.
Профессор кафедры молекулярной биофизики и физики полимеров (до этого — кафедры молекулярной биофизики) физического факультета СПбГУ, главный научный сотрудник Института высокомолекулярных соединений РАН (с 1986).
Область научных интересов: статистическая физика полимерных систем — фазовые переходы, адсорбция, полимерные и полиэлектролитные системы, самоорганизация блок-сополимеров, жидкокристаллические структуры в полимерных системах, полимерные щётки.
Скоропостижно скончалась 23 февраля 2022 года.

## Семья
- Муж — физик Давид Наумович Мирлин (1925—2008), доктор физико-математических наук, профессор.
  - Сын — физик Александр Давидович Мирлин (род. 1962), доктор физико-математических наук (1999), профессор Университета Карлсруэ.
  - Дочь — Елена Давидовна Мирлина, программист.

## Награды
- Медаль «За оборону Ленинграда», 1944
- Заслуженный деятель науки Российской Федерации, 1998
- Соросовский профессор, 1994—1995, 1996, 1997, 1998
- Заслуженный соросовский профессор, 2000
- Награда L’Oréal-UNESCO «Женщинам в науке» «За её вклад в понимание форм, размеров и движения больших молекул», 2007[4][5]
- Премия им. В. А. Каргина РАН, 2008

## Работы Т. Бирштейн
- Бирштейн Т. М., Птицын О. Б. Конформации макромолекул. — М.: Наука, 1964
- T. M. Birshtein and O. B. Ptitsyn, "Conformations of Macromolecules, " Interscience Publishers, New York, 1966.
- PubMed, поиск статей